# Canon EOS 70D
Die Canon EOS 70D ist eine digitale Spiegelreflexkamera des japanischen Herstellers Canon, die Ende August 2013 in den Markt eingeführt wurde. Bei Markteinführung lag der Listenpreis im deutschsprachigen Raum bei rund 1100 €.

## Technische Merkmale
Die Kamera besitzt einen 20,2-Megapixel-CMOS-Bildsensor im APS-C-Format und hat im Weiteren folgende technische Merkmale:
- Dual Pixel CMOS AF (Schnelle Fokussierung während des Filmens über geteilte CMOS-Pixel)
- Integriertes WLAN ermöglicht die kabellose Steuerung mittels mobiler Endgeräte oder eines PCs.
- Aufnahme von Videos mit bis zu 30 Bildern pro Sekunde in Full-HD-Auflösung bzw. bis zu 60 Bildern/Sekunde in 720p-Auflösung
- 19 Autofokus-Kreuzsensoren
- Serienaufnahmen mit 7 Bildern pro Sekunde
- Lichtempfindlichkeit ISO 100 bis 12.800, erweiterbar auf 25.600
- HDR-Programm
- Mehrfachbelichtungs-Programm
- 7,62-cm-LCD-Touchscreen
- DIGIC-5+-Prozessor

Die Kamera ist als Einzelgehäuse sowie in zwei Paketen (Kits) mit den für die Fokussierung bei Videoaufnahmen optimierten Objektiven EF-S 18-55mm f/3.5-5.6 IS STM bzw. EF-S 18-135 mm f/3.5-5.6 IS STM erhältlich.

### Autofokussteuerung
Eine spezielle Autofokussteuerung soll während einer Videoaufnahme einen im LiveView möglichen „Pumpeffekt“ verhindern. Hierfür ist jedes einzelne CMOS-Pixel im zentralen Bildbereich in zwei Untereinheiten unterteilt, die gemeinsam für die Aufzeichnung des Bildes zuständig sind, für den Autofokus allerdings getrennt voneinander ausgelesen werden. Da die jeweils linke „Pixelhälfte“ nur das Licht registriert, welches durch die linke Hälfte des Objektivs fällt, und die rechte Pixelhälfte äquivalent das Licht der rechten Objektivhälfte, kann die Kamera durch das getrennte Auslesen der einzelnen Fotodioden einen sensorbasierten Phasen-Autofokus anwenden. Dieses Verfahren soll zusammen mit den mit einem Schrittmotor ausgestatteten STM-Objektiven eine automatische weiche Schärfenachführung ermöglichen.

## Ansichten der Kamera

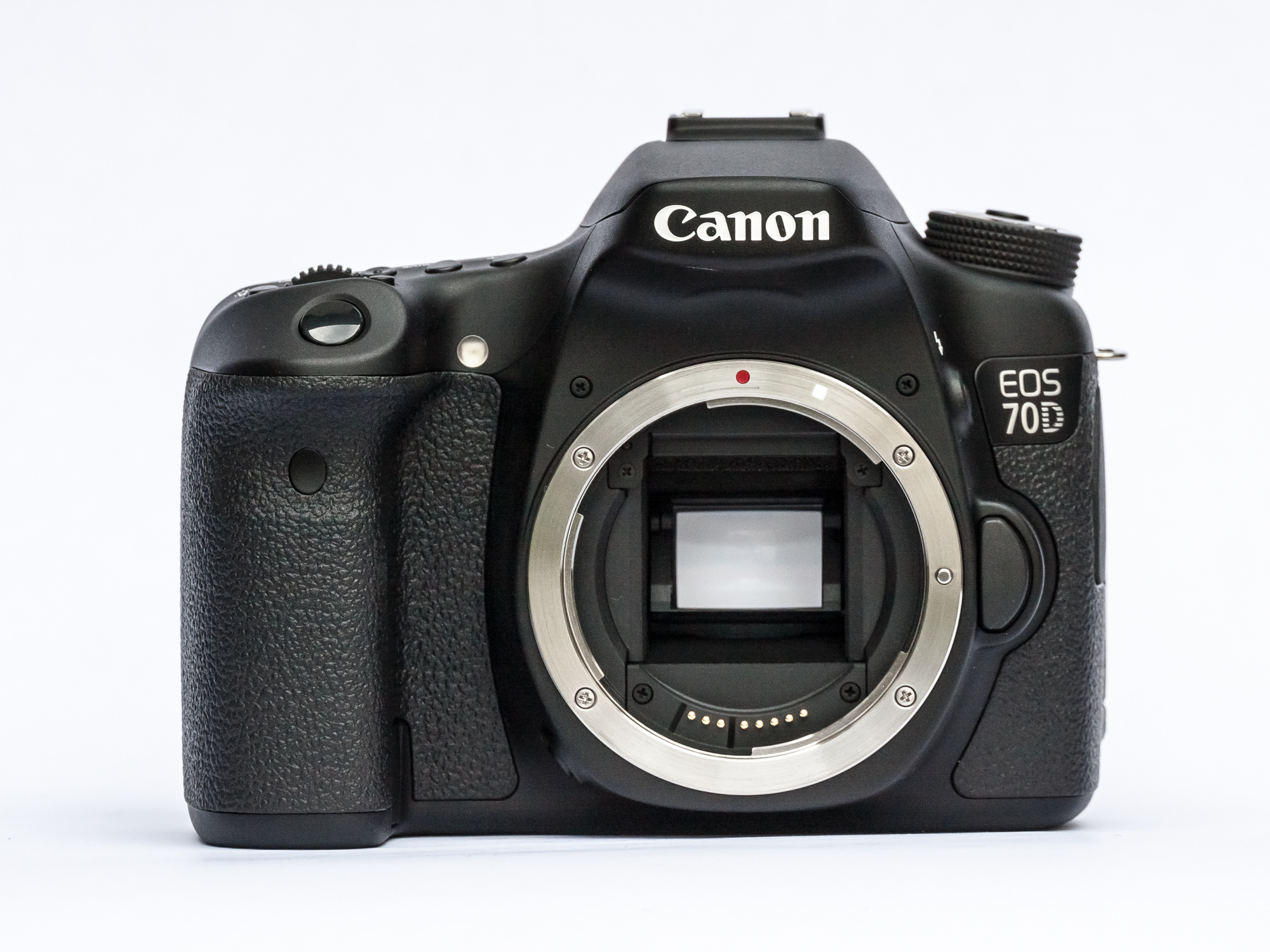
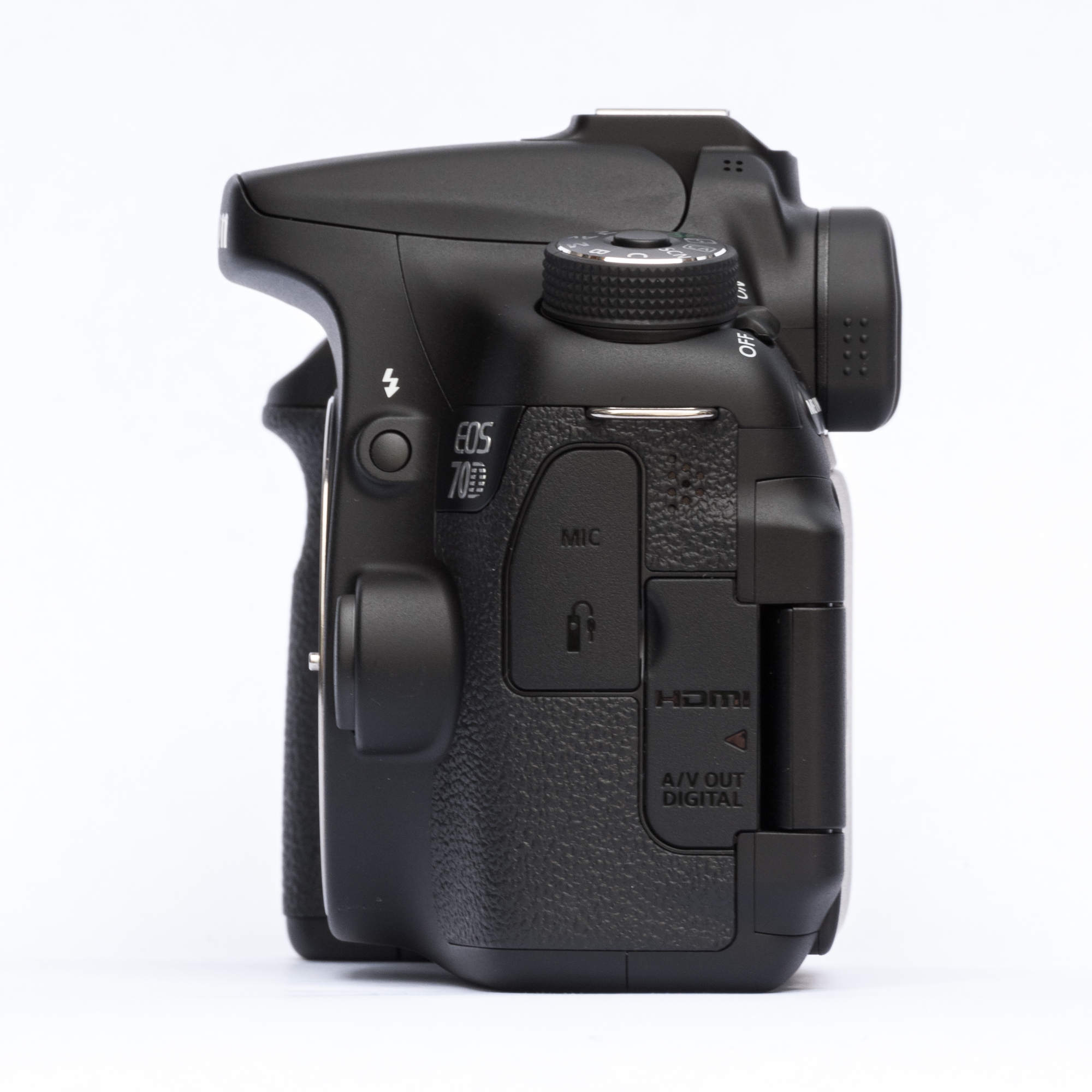
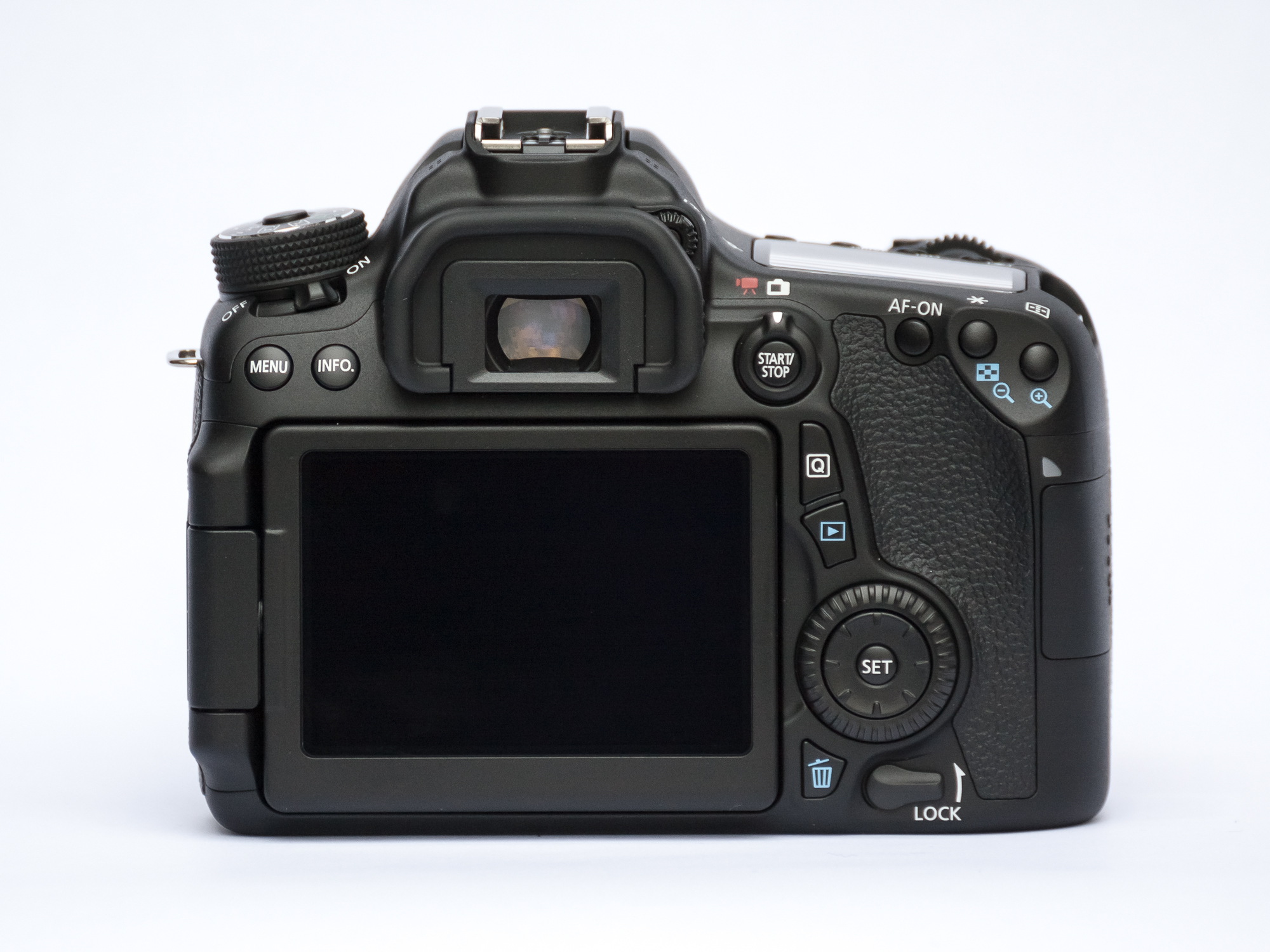
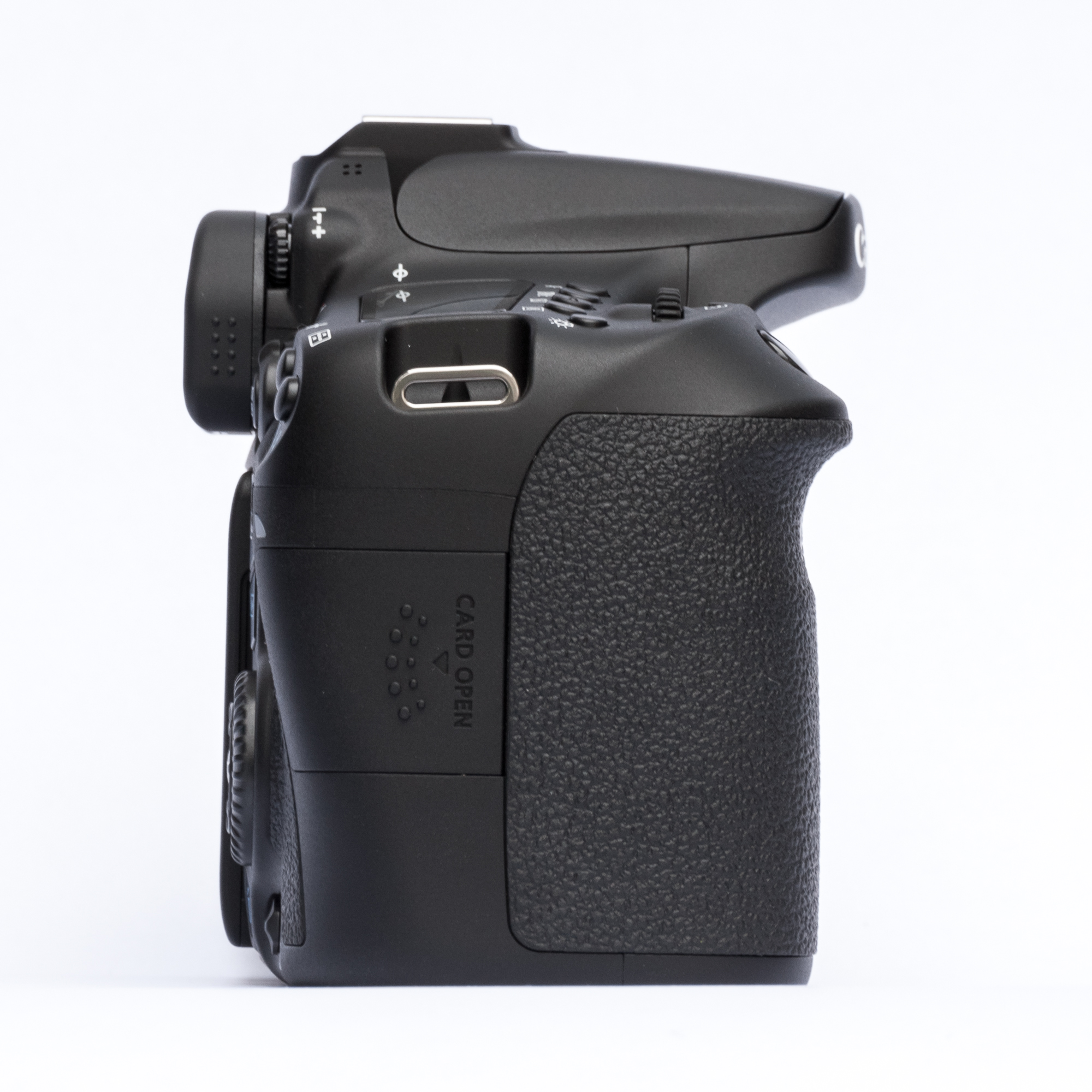
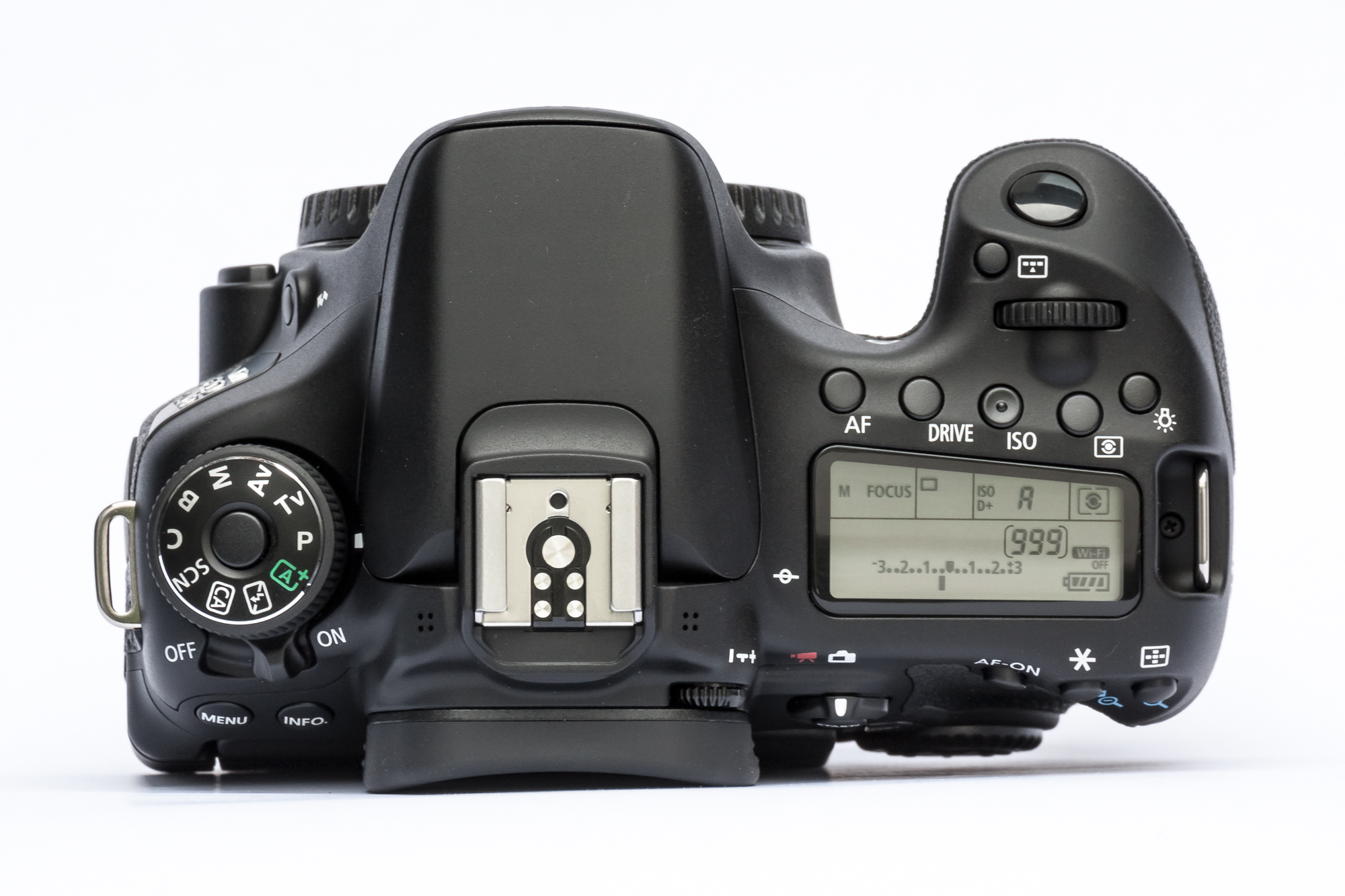

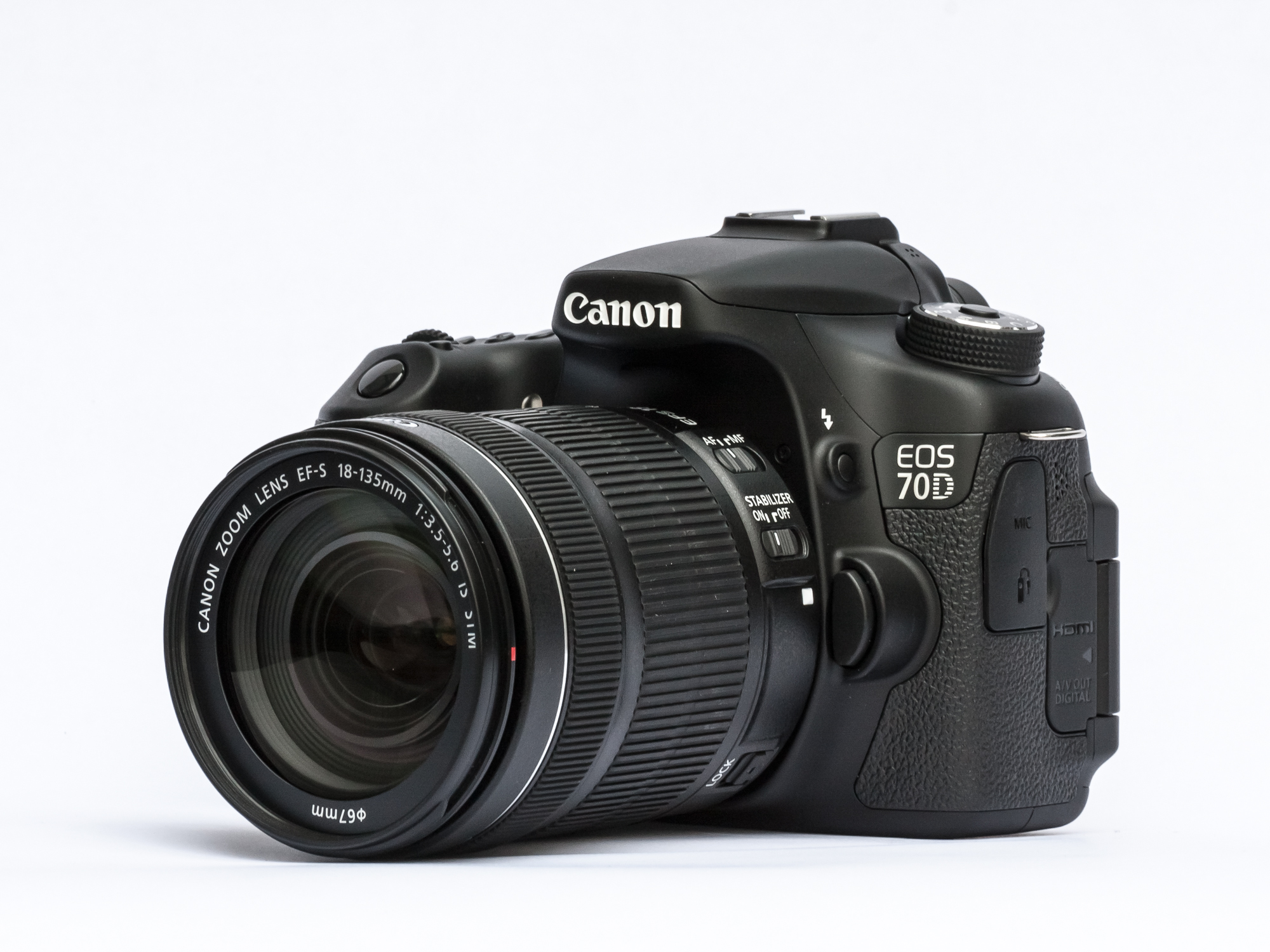
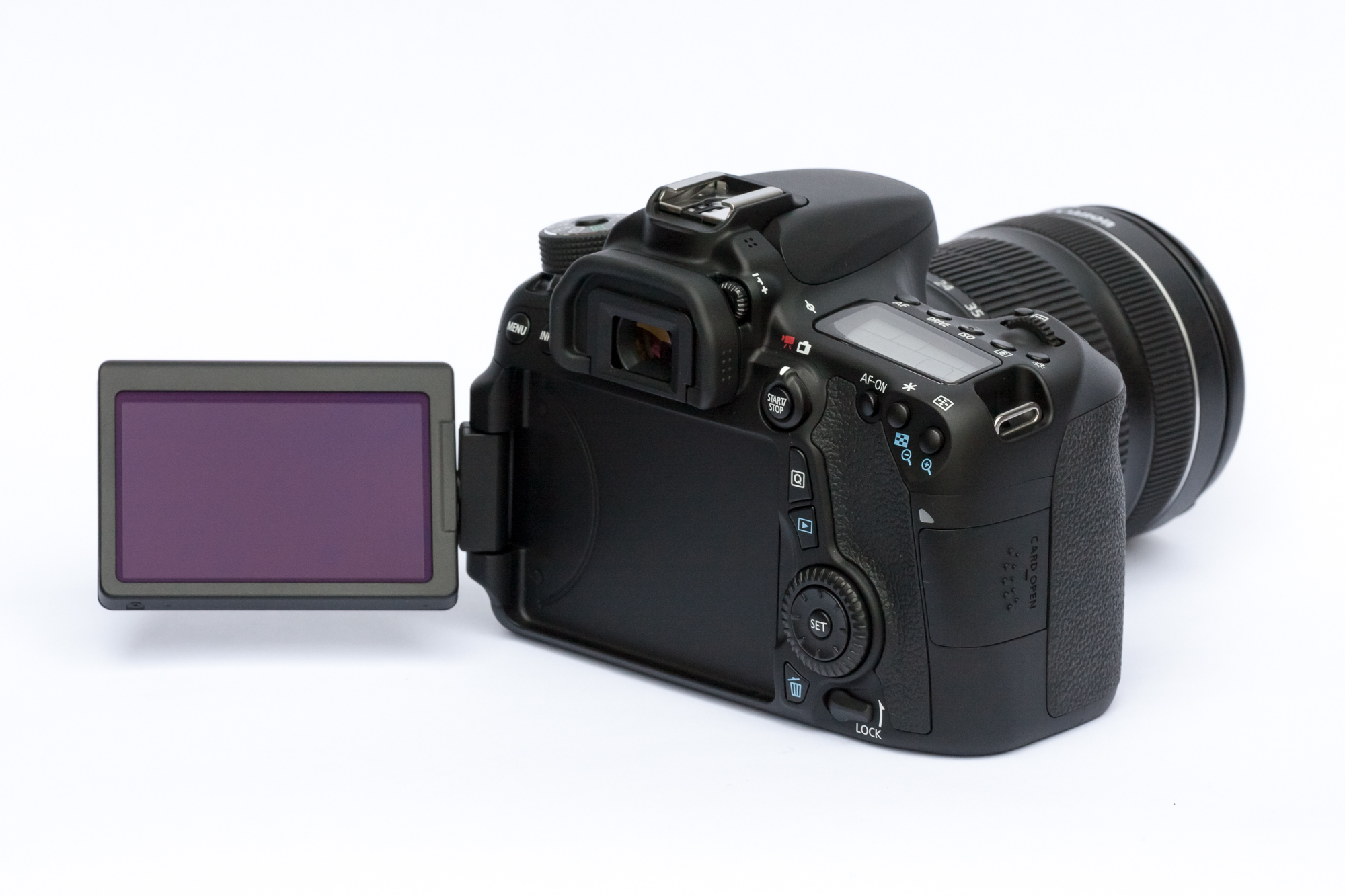
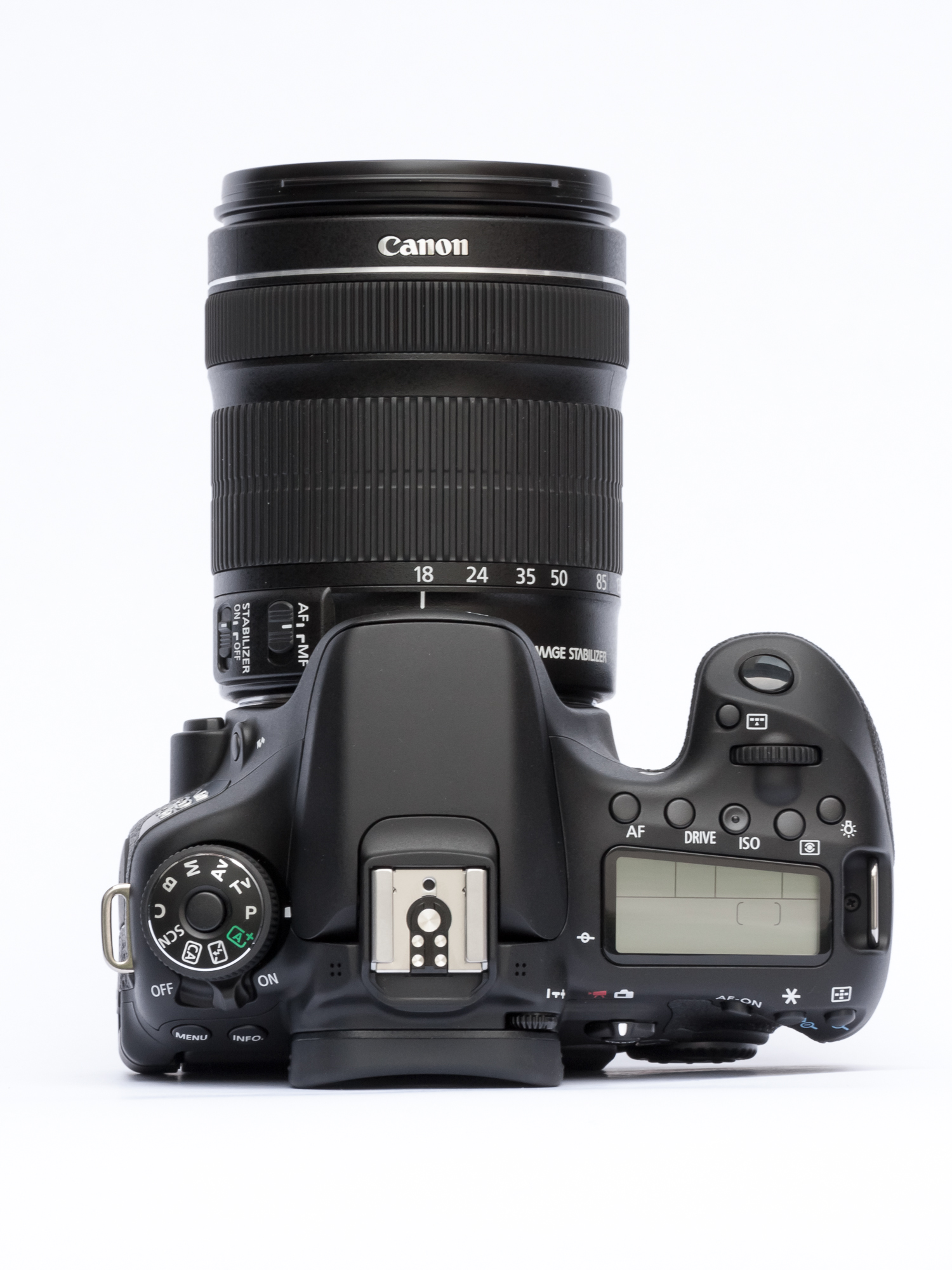
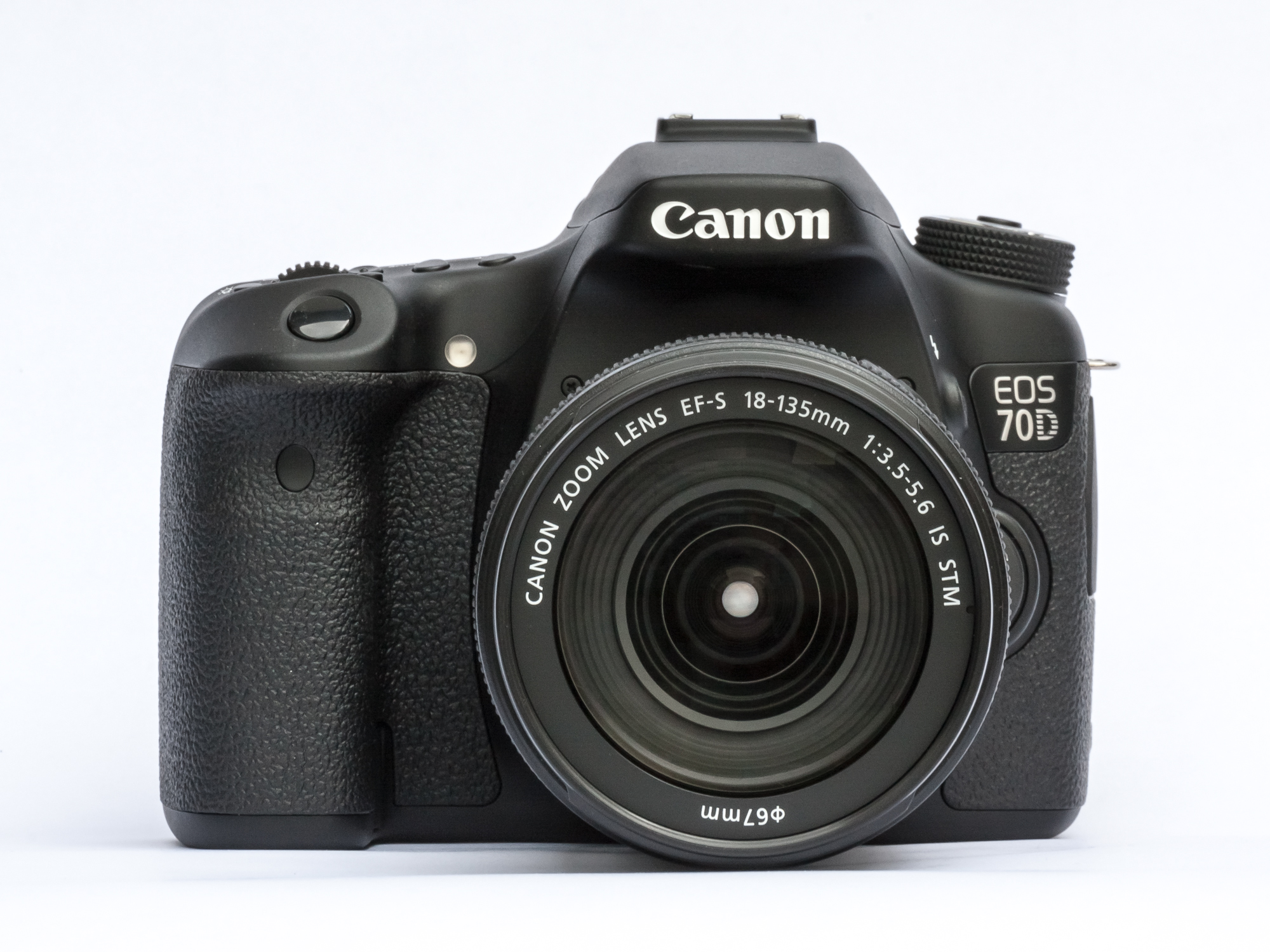

Kameragehäuse ohne Objektiv
EOS 70D mit dem größeren Kit-Objektiv EF-S 18-135 mm f/3.5-5.6 IS STM